# Neihuang
Neihuang, även känt som Neihwang, är ett härad som lyder under Anyangs stad på prefekturnivå i Henan-provinsen i norra Kina.